# Lotus oroboides
Lotus oroboides là một loài thực vật có hoa trong họ Đậu. Loài này được (Kunth) Ottley miêu tả khoa học đầu tiên năm 1939.